# Agriocnemis exilis
Agriocnemis exilis é uma espécie de libelinha da família Coenagrionidae.
Pode ser encontrada nos seguintes países: Angola, Botswana, Burkina Faso, Camarões, República Centro-Africana, Chade, Costa do Marfim, Egito, Etiópia, Gâmbia, Gana, Guiné, Quénia, Libéria, Madagáscar, Malawi, Maurícia, Moçambique, Namíbia, Nigéria, Reunião, Senegal, Serra Leoa, Somália, África do Sul, Tanzânia, Togo, Uganda, Zâmbia, Zimbabwe e possivelmente no Burundi.